# Миропільська вулиця (Житомир)
Миропільська вулиця — вулиця в Богунському районі міста Житомира.

## Характеристики
Розташована у новому мікрорайоні Злата Рудня, на теренах історичної місцевості Стара Рудня. Місцевість також відома як Бермудський Трикутник. Початок передбачається від Радонової вулиці. Завершується перехрестям з Шумським провулком.

## Історія
Вулиця почала формуватися наприкінці 2000-х років на вільній від забудови заболоченій місцевості неподалік витоку струмка Холудка, де здавна здійснювалося видобування болотної руди. У 2015 році уточнено назву вулиці, її початок та закінчення.